# Calamoncosis stylifera
Calamoncosis stylifera är en tvåvingeart som beskrevs av Nartshuk 1971. Calamoncosis stylifera ingår i släktet Calamoncosis och familjen fritflugor. Inga underarter finns listade i Catalogue of Life.